# Snowbasin
Snowbasin – amerykański ośrodek narciarski położony w północnej części stanu Utah, w hrabstwie Weber. Znajduje się na zboczach Mount Ogden. Leży na wysokości od 1948 do 2850 m. Najbliżej położonym miastem jest oddalone o 30 min. jazdy na zachód Ogden. Ośrodek ten oferuje 104 trasy obsługiwane przez 12 wyciągów.
W 2002 r. rozegrano tu zawody w supergigancie i kombinacji alpejskiej w ramach igrzysk w Salt Lake City.